# Охачи (Алабама)
Охачи (енгл. Ohatchee) град је у америчкој савезној држави Алабама. По попису становништва из 2010. у њему је живело 1.170 становника.

## Демографија
Према попису становништва из 2010. у граду је живело 1.170 становника, што је 45 (3,7%) становника мање него 2000. године.
| Група             | 2000.         | 2010.         |
| Белци             | 1.144 (94,2%) | 1.095 (93,6%) |
| Афроамериканци    | 47 (3,9%)     | 38 (3,2%)     |
| Азијати           | 3 (0,2%)      | 0 (0,0%)      |
| Хиспаноамериканци | 5 (0,4%)      | 7 (0,6%)      |
| Укупно            | 1.215         | 1.170         |